# Лукьянов, Эдуард Евгеньевич
Эдуард Евгеньевич Лукьянов — российский учёный, доктор технических наук, академик РАЕН. Специалист в области геолого-технологических исследований и газового каротажа.
Заслуженный работник Минтопэнерго РФ. Почётный работник газовой промышленности. Лауреат премий им. акад. И. М. Губкина, им. В. И. Муравленко, Газпрома.
Входит в Российское акустическое общество.
Научные интересы — геолого-технологические, геохимические и геофизические исследования в процессе бурения, информационное обеспечение строительства горизонтальных скважин, мониторинг разработки месторождений и создание интеллектуальных систем для обустройства действующих скважин. Соавтор более 300 работ, в том числе 5 монографий, 13 руководящих документов и стандартов, 34 изобретения.

- Я работаю в нефтяной промышленности 54 года, -обратился к молодежи представитель славного поколения шестидесятых Эдуард Евгеньевич Лукьянов, — и лет сорок уже слышу, что завтра нефть в нашем регионе должна кончиться. Но, по моим подсчетам, работы здесь ещё хватит лет этак на 120, достанется и детям, и внукам. Однако на легкую жизнь рассчитывать не приходится — конкуренты не дремлют, в том числе иностранные. Чтобы сегодня оказаться на плаву, нужны сильные кадры в вашем лице, а также современное оборудование, светлые головы руководителей и ответственность российской науки за выпускаемую для геофизиков аппаратуру.— http://www.m-vremya.ru/news/6793.html
Награждён серебряной медалью Петра Великого «За трудовую доблесть»

## Образование
- 1954 — Ишимбайский нефтяной техникум,
- 1978 — Тюменский индустриальный институт.
- аспирантура
- аспирантура